# Sběrný dvůr

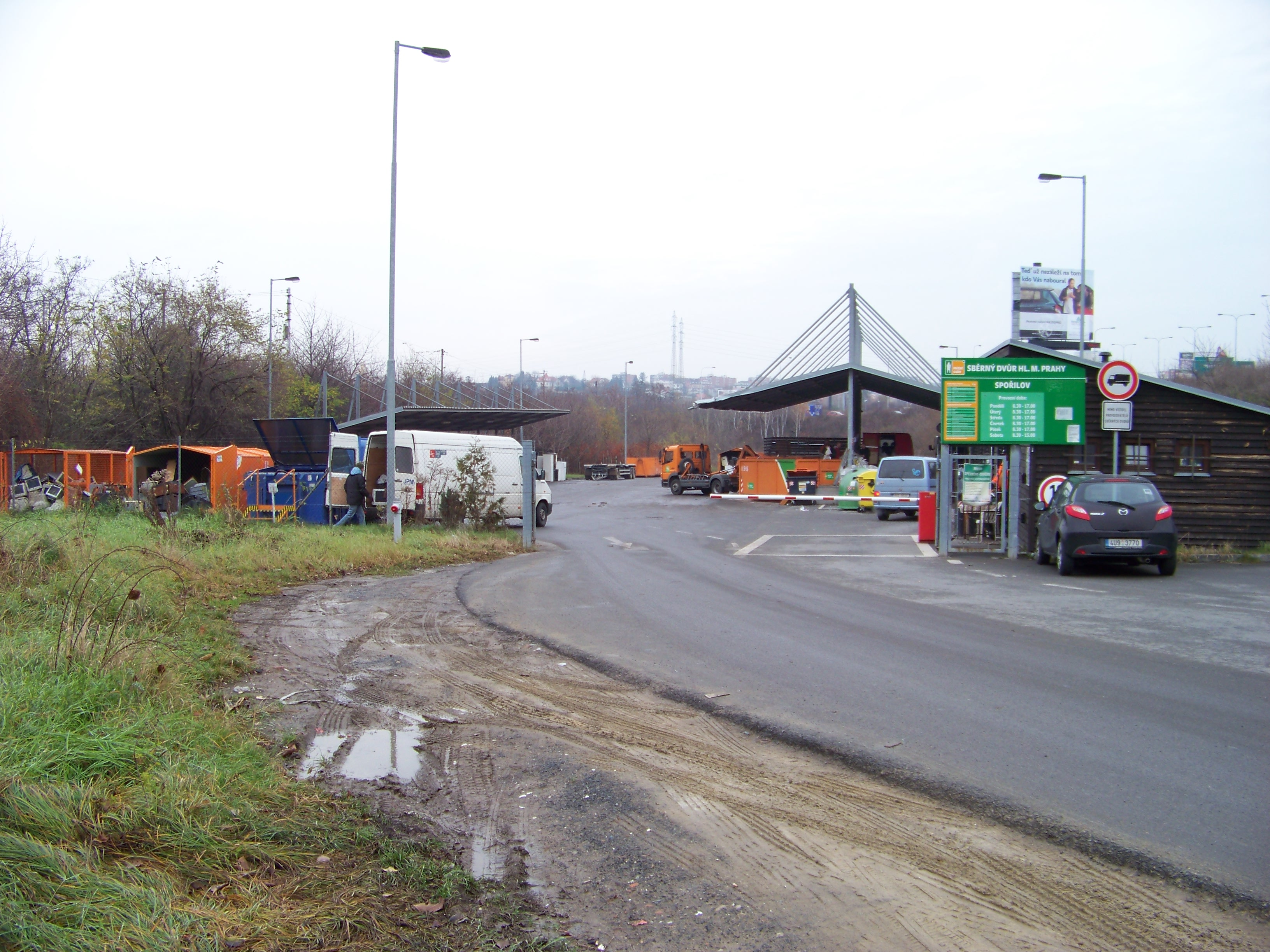
Sběrný dvůr v Praze (Spořilov)

Sběrný dvůr je místo určené obcí ke shromažďování, sběru vytříděných a nebezpečných složek komunálních odpadů.
Jedná se o materiál a odpad, který lze znovu použít (recyklovat) nebo jej je nutné odstranit podle platné legislativy a šetrně vůči životnímu prostředí. (Zákon o ochraně přírody a krajiny).
V rámci sběru je zde také realizován zpětný odběr, nebo sběr elektroodpadu,který obsahuje značnou část materiálů (jako jsou třeba kovy: měď, cín, hliník, zinek, někdy dokonce i zlato), které se vyplatí vytřídit a recyklovat k opětovnému použití.